# Epico Colón
Pour les articles homonymes, voir Colon.
Orlando Colón est un catcheur américano-portoricain (né le 24 mars 1982 à San Juan). Il a notamment travaillé à la World Wrestling Entertainment, dans la division SmackDown, sous le nom d'Epico.
En 2006, Epico signe un contrat avec la WWE et est envoyé à la Florida Championship Wrestling. Il fait ses débuts télévisés à Smackdown en 2011. Il obtient son premier titre dans la fédération au début de 2012, en gagnant avec Primo les championnats par équipes.
Il est le cousin des catcheurs Primo et Carlito.

## Études
Orlando a étudié à la Western Michigan University, dont il est sorti diplômé en comptabilité. C'est également dans cette même université qu'il a exercé une carrière dans le baseball universitaire, avant de se tourner vers le catch.

## Carrière

### Circuit indépendant (2005-2006)
Orlando commence sa carrière de catcheur dans des fédérations indépendants, comme la Hybrid Pro Wrestling.

### World Wrestling Council (2006-2010)
Orlando rejoint la World Wrestling Council en 2006, sous le nom de Fireblaze, où il catche masqué. Il remporte 6 fois le WWC Puerto Rico Heavyweight Championship, et remporte une fois le WWC Caribbean Heavyweight Championship. Il signe ensuite un contrat de développement à la WWE, qui l’envoie à la FCW.

### World Wrestling Entertainment (2010-2020)

#### Florida Championship Wrestling (2010-2011)
Il rejoint la WWE et change de nom, se faisant appeler Tito Nieves. Il change cependant rapidement son nom en Tito Colon. Par la suite, il continue de changer son nom à de maintes reprises. Il gagne le FCW Florida Tag Team Championship avec Hunico. Abandonnant le nom de Dynamico qu'il avait précédemment choisit, il opte finalement pour Epico. Lui et Hunico perdent leurs titres face à Kaval et Michael McGillicutty, mais les regagnent lors d'un re-match. Cependant, ils les reperdent face à Johnny Curtis et Derrick Bateman.

#### Latino Clan (2011-2013)

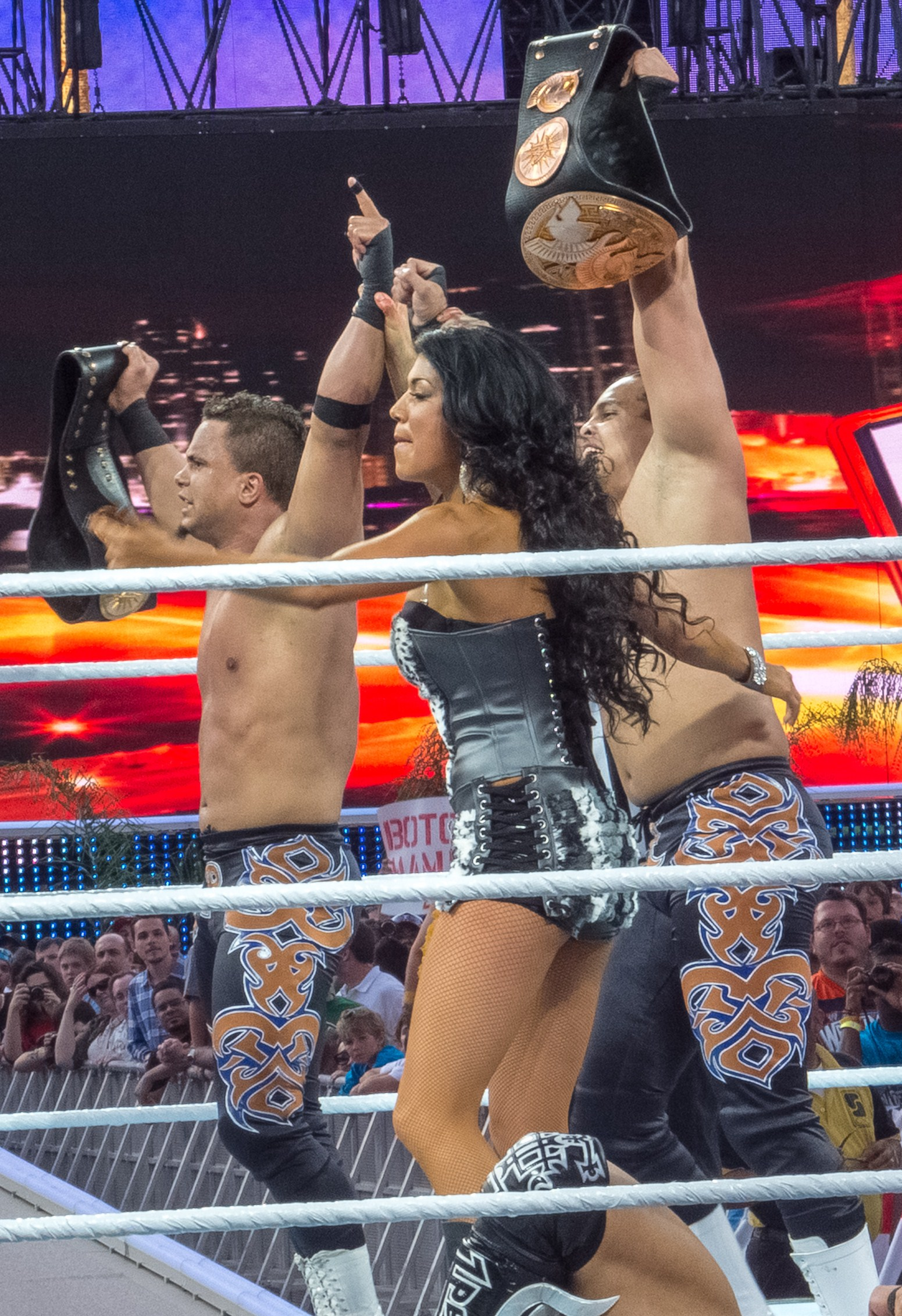
Le Latino Clan avec Rosa Mendes

Epico fait ses débuts télévisés à SmackDown le 4 novembre 2011, en perdant face à Sin Cara, à la suite d'une attaque d'Hunico contre ce dernier. Il commence ensuite à faire équipe avec son cousin Primo. Ils seront managés par Rosa Mendes, formant ainsi l'équipe « Latino Clan ». Enchaînant les victoires en équipes semaines après semaines, ils entrent alors en rivalité avec Air Boom (Evan Bourne et Kofi Kingston), les Champions par équipes. Ils tentent plusieurs fois de remporter les titres, et parviennent à les remporter le 15 janvier 2012, lors d'un house show à Oakland. C'est son premier titre à la WWE. Lors du Raw du 16 janvier, ils conservent les titres contre Air Boom. Epico participe au Royal Rumble, mais son apparition ne dure que 11 secondes, étant éliminé par Mick Foley.
Latino Clan entre ensuite en rivalité avec une nouvelle équipe, composée de R-Truth et Kofi Kingston. Après quelques affrontements, l'équipe parvient à battre le Latino Clan pour remporter les titres par équipes, lors du Raw du 30 avril. Durant le mois de mai, Abraham Washington devient leur manager. Cette association prend fin à No Way Out à la suite d'une trahison de A.W., qui devient le manager de Titus O'Neil et de Darren Young, lors d'un Fatal 4-Way Tag Team match pour devenir les challengers aux titres par équipes. Lors de Raw du 18 juin, ils battent Titus O'Neil et Darren Young par décompte à l'extérieur. Lors du SmackDown du 22 juin, Epico et Primo attaquent A.W, Darren Young et Titus O'Neil, et deviennent donc face. Lors de Money in the Bank (2012), Primo et lui battent The Primetimes Players. Lors de WWE Raw du 6 aout, il bat The Prime Time Players avec Primo. Dans le WWE Tag Team Tournemant à Raw, ils perdent avec Primo contre Rey Mysterio et Sin Cara. Lors de Raw du 8 octobre, il perd avec Primo contre Ryback dans un Handicap Match et font un Heel Turn. Lors de Survivor Series, Darren Young, Tensai, Titus O'Neil, Primo et lui perdent contre Rey Mysterio, Sin Cara, Justin Gabriel, Tyson Kidd et Brodus Clay dans un Elimination Match. Lors du Raw du 10 décembre, Primo et lui perdent contre Rhodes Scholars dans un Elimination Match qui comprenait aussi Prime Time Players et Usos. Lors du Main Event du 26 décembre, il participe à une bataille royale que remporte The Great Khali. Lors du NXT du 30 janvier, Primo et lui perdent contre Bo Dallas et Michael McGillicutty lors du premier tour du tournoi pour les WWE NXT Tag Team Championship. Lors du Monday Night RAW du 18 février, Primo, Rosa Mendes et lui perdent contre Brodus Clay, Naomi et Tensai dans un Mixed Match.

#### Los Matadores (2013-2015)

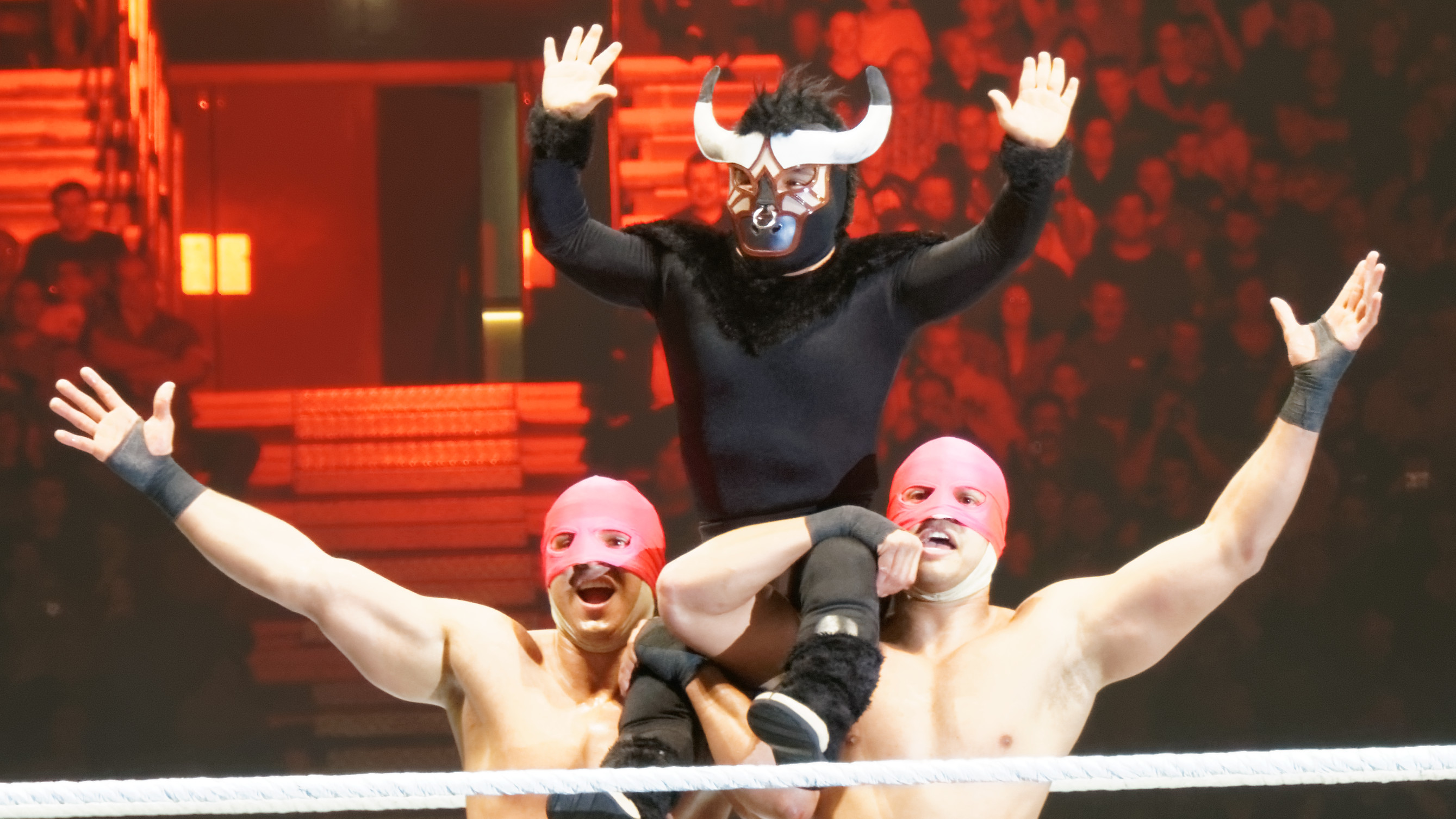
Los Matadores.

Le 19 août à RAW, une promo a été diffusée : l'introduction d'une nouvelle équipe qui sera connue comme Los Matadores, qui sera composé de Primo et Epico qui lutteront comme matadors masqués. Ils s'appelleront désormais Diego (Primo) et Fernando (Epico). Ils débutent le 30 septembre à Raw contre les 3MB, match qu'ils gagnent. Lors de Hell in a Cell, ils battent Jack Swagger et Antonio Cesaro. Lors de RAW du 23 décembre, ils battent The Real Americans. Lors de Smackdown du 9 janvier 2014, Los Matadores, Sin Cara et Rey Mysterio battent The Real Americans, Ryback et Curtis Axel.
Le 26 février 2014 à Main Event, Los Matadores, El Torito, Cody Rhodes et Goldust battent Rybaxel et les 3MB (Drew McIntyre, Heath Slater et Jinder Mahal).
Le 22 juin lors d'un house show, il se blesse à la jambe et il est déclaré inapte à combattre pendant trois à quatre semaines.
Le 18 mars à Smackdown, ils perdent avec El Torito contre Natalya, Tyson Kidd et Cesaro. Le 23 mars à Raw, Los Matadores et El Torito battent Tyson Kidd, Cesaro et Natalya. Ils n'arrivent pas à récupérer les titres par équipe lors d'Elimination Chamber dans un Elimination Chamber match au profit de The New Day, qui incluaient The Prime Time Players, The Ascension et The Lucha Dragons. Le 27 juillet à Raw, ils perdent contre The Lucha Dragons. Le 10 août à Raw, ils perdent contre Kofi Kingston et Big E. Le 20 août à Smackdown, Los Matadores et El Torito perdent contre The New Day. Lors de Summerslam, Diego & lui-même ne parviennent pas à remporter le match impliquant les champions par équipe de la WWE The Prime Time Players, The New Day & The Lucha Dragons, au profit de The New Day.
Le 7 septembre 2015 à RAW, El Torito intervient dans un combat des Matadores qui combattaient les Dudley Boyz. Son intervention coûte le combat aux Matadores. Après l'annonce de leur défaite, Diego attaque violemment El Torito, qui se fait sauver par D-Von Dudley. El Torito n'est donc plus un membre de Los Matadores.

#### The Shining Stars (2016-2017)
Le 16 mai Primo et Epico font leur retour après plusieurs semaines de promos. Ils battent Scott Jackson et Brian Kennedy. Le 1er août à Raw, ils battent The Golden Truth. Le 15 août à Raw, ils battent Darren Young et Titus O'Neil après que O'Neil ait porté son Clash of Titus sur Young. Le 5 septembre à Raw, The Shining Stars battent Enzo et Cass. Le 12 septembre à Raw, Epico bat Enzo Amore. Le 17 octobre à Raw, ils perdent avec Titus O'Neil contre The Golden Truth et Mark Henry. Le 24 octobre à Raw, ils perdent contre The Golden Truth. Le 7 novembre à Raw, ils battent Golden Truth.
SmackDown Live et The Còlons (2017-2018)
Le 17 octobre à Smackdown Live en dark match il perd avec Primo et Mike Kanellis contre Tye Dillinger, Chad Gable et Shelton Benjamin. Le 7 novembre lors du dark match de Smackdown Live, il perd avec Primo contre Breezango. Le 25 novembre lors du Live Event Starrcade, The Colons, The Bludgeon Brothers, Rusev, et Mike Kanellis battent Tye Dillinger, Sin Cara, Fandango, Tyler Breeze, et The Ascension.

#### Blessure et retour (2018)
En février 2018, il déclare sur Twitter qu'il souffre d'une blessure au coude nécessitant une opération et il sera donc écarté des rings pour plusieurs mois. Le 26 août, il est annoncé à un tournoi déterminant les premiers aspirants aux titres par équipes de SmackDown, ce qui confirme son retour.
Le 28 août à SmackDown Live, Primo & Epico perdent lors du premier tour d'un tournoi contre The Bar au cours d'un triple threat tag team match impliquant également Gallows et Karl Anderson.
Le 18 novembre lors des Survivor Series (2018), ils gagnent un 10-on-10 Elimination match avec The New Day, SAnitY, Gallows et Karl Anderson et The Usos bien qu'ils se soient fait éliminer par Dash Wilder.

Départ (2020)
Le 15 Avril 2020, la World Wrestling Entertainment annonce son licenciement en raison des restrictions d'effectif dues à la crise de COVID-19 dans le monde.

## Palmarès
- Florida Championship Wrestling
  - 2 fois FCW Florida Tag Team Champion avec Hunico

- World Wrestling Council
  - 6 fois WWC Puerto Rico Heavyweight Champion
  - 1 fois WWC Caribbean Heavyweight Champion

- World Wrestling Entertainment
  - 1 fois WWE Tag Team Champion avec Primo (15 janvier 2012 - 30 avril 2012)

## Récompenses des magazines
- Pro Wrestling Illustrated

| Année | 2008 | 2009 | 2010 | 2011 | 2012 | 2013 | 2014 | 2015 | 2016 | 2017 | 2018 | 2019 |
| ----- | ---- | ---- | ---- | ---- | ---- | ---- | ---- | ---- | ---- | ---- | ---- | ---- |
| Rang  | 75   | 158  | 346  | 287  | 76   | 153  | 164  | 161  | 166  | 210  | 371  | 151  |